# Ferenczy Gyula (lelkész)
Vízkeleti és eörkényi Ferenczy Gyula (Aranyosmedgyes, 1861. február 5. – Debrecen, 1931. május 24.) református lelkész, egyetemi tanár, lapszerkesztő.

## Életrajza
Ferenczy Gyula 1861. február 5-én született Aranyosmeggyesen. Debrecenben, Bécsben, Lipcsében valamint Berlinben végezte teológiai tanulmányait. 1887-től  Szamoskrassón volt lelkész, majd 1896-tól a Debreceni Kollégium bölcsészeti karának történelem tanára lett. 1900-ban Kolozsváron bölcsészdoktori oklevelet szerzett. 1896-tól 1914-ig a Kollégiumi Nagykönyvtár igazgatója volt, 1914-től pedig a debreceni tudományegyetem hittudományi karának tanára lett, 1921-ben azonban baloldali magatartása miatt nyugdíjazták. 1897-től 1915-ig a Debreceni Protestáns Lap szerkesztője volt.
Debrecenben, 1931. május 24-én, 70 évesen érte a halál.

## Művei
- Szumer és Akkád… (Debrecen, 1897)
- A civilizáció bölcsője. A Nílus és Eufrátesz mellékeinek legrégibb története (Debrecen, 1900)
- Az 1848-iki március 15-ike… (Debrecen, 1901)